# レトゥイ県

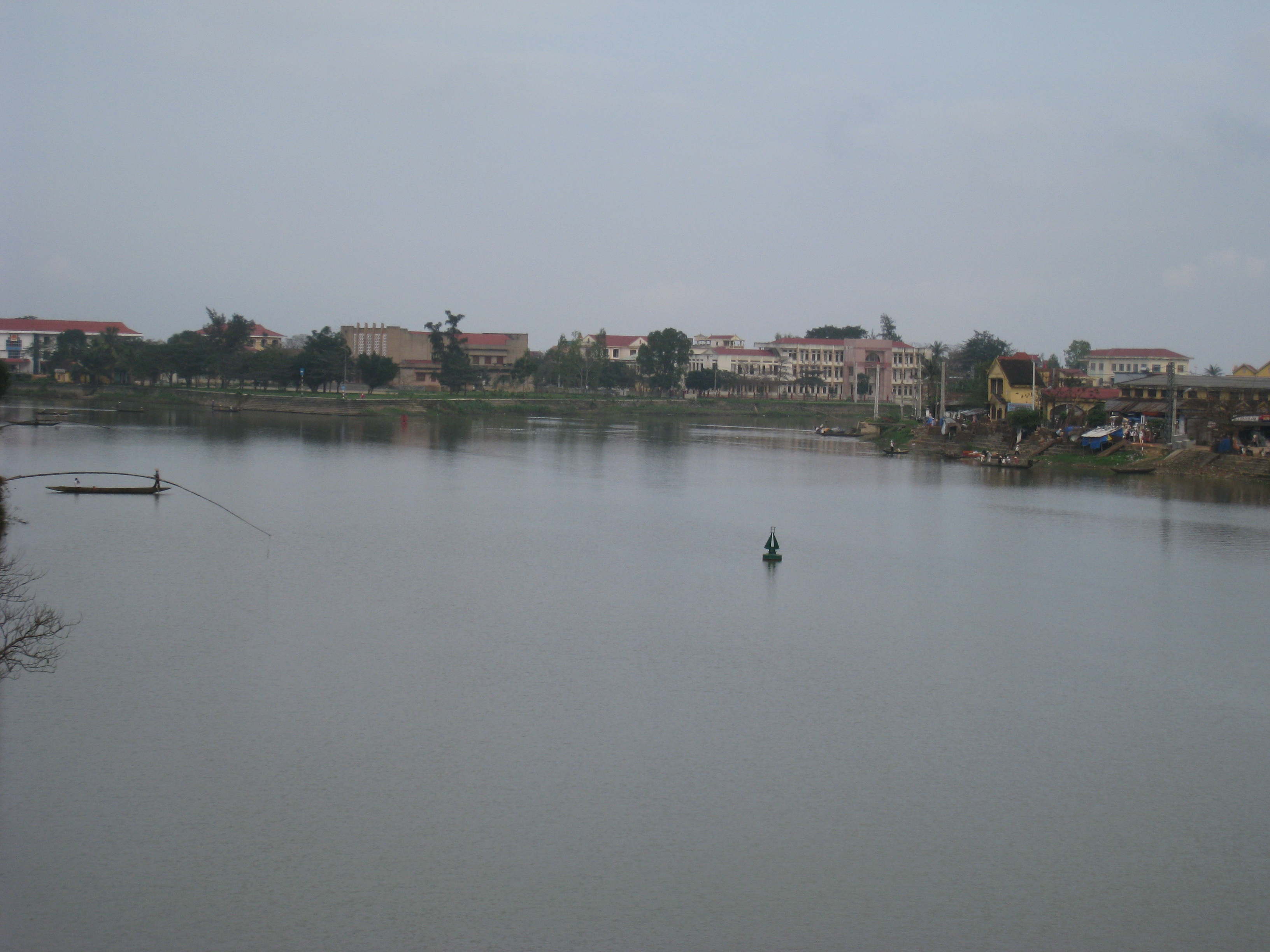

レトゥイ県（レトゥイけん、ベトナム語：Huyện Lệ Thủy / 縣麗水? ）は、ベトナム社会主義共和国クアンビン省の県である。面積は1,402 km²、人口は143,453 人（2017年）である。ヴォー・グエン・ザップの出身地である。

## 行政区画
2市鎮26社を管轄する。